# Pont international de la Fraternité
Le pont international de la Fraternité (officiellement pont Tancredo Neves) est un ouvrage d'art franchissant le rio Iguaçu qui marque la frontière entre l'Argentine et le Brésil. Il relie la ville argentine de Puerto Iguazú, à la ville de Foz do Iguaçu. 